# Natalija Istomina
Natalija Istomina (* 5. Juni 1973 in Klaipėda, Litauische SSR) ist eine litauische Professorin, ehemalige Politikerin, Vizeministerin der Bildung.

## Leben
Nach dem Abitur an der 23. Mittelschule der Hafenstadt Klaipėda 1995 absolvierte Istomina die Höhere Medizinschule Klaipėda und wurde Medizin-Krankenschwester und Kosmetikerin. 2001 absolvierte sie das Bachelorstudium der Edukologie an der Pädagogischen Fakultät der Klaipėdos universitetas und wurde Erzieherin (Lehrerin). 2002 absolvierte Istomina das Masterstudium der Sozialarbeit an der  Fakultät der Gesundheitswissenschaften der Klaipėdos universitetas und 2011 promovierte an der Medizinischen Fakultät der Universität Turku in Finnland zum Thema „Abdominalinės-chirurginės sveikatos priežiūros kokybė“.
Von 1995 bis 2003  arbeitete Istomina im Klaipėdos jūrininkų ligoninė als Krankenpflegerin.
Ab 2001 war sie Fakultätsadministratorin und  Assistentin an der Klaipėdos universitetas.
Ab 2006 lehrte sie als Lektorin und war Prodekanin. Sie ist Professorin und Beraterin des Dekans der Medizinischen Fakultät der Universität Vilnius.
Von  2011 bis 2015 war  Istomina Mitglied im Rat der Stadtgemeinde Klaipėda. Seit Oktober 2014 ist sie Vizeministerin für Bildung und Wissenschaft, Stellvertreterin der Ministerin Pitrėnienė im Kabinett Butkevičius.
Seit 2008 ist  Istomina Mitglied der Partei Tvarka ir teisingumas.

## Familie
Istomina ist verheiratet und hat zwei Kinder.